# St Michael's on Wyre
St Michael's on Wyre es una localidad situada en el condado de Lancashire, en Inglaterra (Reino Unido).
Está ubicada en el centro de la región Noroeste de Inglaterra, cerca de la frontera con la región de Yorkshire y Humber, de la ciudad de Lancaster —la capital del condado —, de la costa del mar de Irlanda y a poca distancia al norte de las ciudades de Liverpool y Mánchester.